# Memorial Amazônico da Navegação
O Memorial Amazônico da Navegação (MAN) é um museu histórico brasileiro em Belém, Pará, inaugurado em 2005. Possui em seu acervo exposições e objetos que relembram a relação do homem da Amazônia com as águas, bem como a participação da Marinha do Brasil em eventos históricos no Pará.

## Histórico
O Memorial Amazônico da Navegação foi inaugurado em 2005 pelo governo do Pará no parque do Mangal das Garças. Segundo relatou seu diretor, Emanuel Franco,
O Memorial da Navegação é um recorte da tradição fluvial do homem amazônico e da produção naval da região, fazendo parte da história e da memória local, com acervo mecânico e artesanal.

## Características
O Memorial consiste num pavilhão central e num entorno; em ambos os espaços, estão instalados painéis informativos e equipamentos utilizados em navegação (canoas, redes de pesca, remos etc), bem como maquetes de embarcações.

## Acervo
O acervo consiste em objetos feitos na região, outros pertencentes à Marinha do Brasil, fotografias, instalações, painéis e maquetes.

## Visitação
O museu pode ser visitado de terça a domingo, das 8h às 18:00h. Em 2023 era cobrado R$ 7,00 de entrada, a metade para estudantes. Maiores de 60 anos e crianças de menos de 7 anos de idade não pagam entrada. Na quarta-feira, a gratuidade é geral.